# Alophopimpla kluia
Alophopimpla kluia là một loài tò vò trong họ Ichneumonidae.